# Попки (Дзержинский район)
Попки́ (бел. Папкі́), в русской транслитерации также встречается вариант Папки́ — деревня в составе Боровского сельсовета Дзержинского района Минской области Беларуси. Деревня расположена в 16 километрах от Дзержинска, 50 километрах от Минска и 18 километрах от железнодорожной станции Койданово.

## История
Известна со 2-й половины XVIII века, как деревня в Минском повете Минского воеводства Великого княжества Литовского, владение Радзивиллов. После второго раздела Речи Посполитой (1793 год) в составе Российской империи. В 1800 году в деревне 11 дворов, 53 жителя, владение князя Доминика Радзивилла. В 1858 году — 82 души мужского пола, владение казны, после конфискации владений Радзивиллов за участие в польском восстании.
Во второй половине XIX—начале XX века в составе Рубежевичской волости Минского уезда Минской губернии. В 1897 году, по данным первой всероссийской переписи, в Попках насчитывалось 13 дворов, проживали 76 жителей. В 1912 году в деревне была открыта школа (одноклассное народное училище). В 1917 году в деревне 30 дворов, 195 жителей, находилась в Великосельской волости. С 20 августа 1924 года в составе Полоневичского сельсовета (в 1931—1937 годах — национального польского сельсовета) Койдановского (с 1932 года — Дзержинского) района Минского округа. С 31 июля 1937 года в составе Минского района, с 4 февраля 1939 года снова в составе Дзержинского района, с 20 февраля 1938 года в составе Минской области. В 1926 году 36 дворов, 213 жителей. В начале 30-х создан колхоз «Красный маяк», обслуживаемый Негорельской МТС.
В Великую Отечественную войну с 28 июня 1941 года по 6 июля 1944 года находилась под немецко-фашистской оккупацией, на фронтах войны погибли 10 жителей деревни.
С 16 июля 1954 года — деревня, после упразднения Полоневичского сельсовета передана в Боровской сельсовет. В 1960 году в деревне проживали 153 жителя. Входила в состав колхоза «Маяк» (центр — д. Журавинка). В 1991 году — 32 двора, 78 жителей. В 2009 году в составе СПК «Маяк-78», действовал магазин, работает молочно-товарная ферма.

## Население
| 53   | ↗ 76 | ↗ 167 | ↗ 195 | ↗ 213 | ↘ 153 | ↘ 78 | ↘ 50 |
| 1999 | 2004 | 2009  | 2017  | 2018  | 2020  | 2022 |      |
| ↘ 49 | → 49 | ↘ 38  | ↘ 36  | → 36  | ↘ 35  | ↘ 34 |      |